# Fantasy Filmfest 2000
Das 14. Fantasy Filmfest (2000) fand in der Zeit vom 26. Juli bis 23. August in den Städten Berlin, Frankfurt, Hamburg, Köln, München und Stuttgart statt.

## Liste der gezeigten Filme
| Titel                                         | Regisseur                    | Sparte                  |
| --------------------------------------------- | ---------------------------- | ----------------------- |
| The 4th Floor – Haus der Angst                | Josh Klausner                | Special Screening       |
| After Life                                    | Hirokazu Koreeda             | Focus Asia              |
| A.Li.Ce                                       | Kenichi Maejima              | Focus Asia              |
| American Psycho                               | Mary Harron                  | Opening Night           |
| The Art of Dying – Die Kunst zu sterben       | Álvaro Fernández Armero      | Premieren               |
| Best Laid Plans                               | Mike Barker                  | Best of Festivals       |
| Blood Feast                                   | Herschell Gordon Lewis       | Blutige Matinee         |
| Frauengefängnis                               | Jess Franco                  | Hommage an Jess Franco  |
| Call Him Jess                                 | Carles Prats                 | Hommage an Jess Franco  |
| Cecil B. (Cecil B. Demented)                  | John Waters                  | Special Screening       |
| Christina’s House                             | Gavin Wilding                | Premieren               |
| Complicity                                    | Gavin Millar                 | Premieren               |
| Convent                                       | Mike Mendez                  | Midnight Madness        |
| Le Créateur                                   | Albert Dupontel              | Best of Festivals       |
| The Criminal                                  | Julian Simpson               | Premieren               |
| Crocodile                                     | Tobe Hooper                  | Revenge of the B-Movies |
| Cut                                           | Kimble Rendall               | Midnight Madness        |
| Du lebst noch 7 Tage                          | Sebastian Niemann            | Best of Festivals       |
| Das Geheimnis des Dr. Z                       | Jess Franco                  | Hommage an Jess Franco  |
| Der Fall Mona                                 | Nick Gomez                   | Premieren               |
| Das Auge                                      | Stephan Elliott              | Premieren               |
| Final Destination                             | James Wong                   | Closing Night           |
| Die Festung II: Die Rückkehr                  | Geoff Murphy                 | Premieren               |
| Frequency                                     | Gregory Hoblit               | Premieren               |
| Gamera 3 – Revenge of Iris                    | Shûsuke Kaneko               | Focus Asia              |
| Gangster No. 1                                | Paul McGuigan                | Premieren               |
| Ginger Snaps – Das Biest in Dir               | John Fawcett                 | Premieren               |
| God’s Army III – Die Entscheidung             | Patrick Lussier              | Premieren               |
| Greta – Haus ohne Männer                      | Jess Franco                  | Hommage an Jess Franco  |
| Harry meint es gut mit dir                    | Dominik Moll                 | Best of Festivals       |
| Heaven                                        | Scott Reynolds               | Best of Festivals       |
| Jack the Ripper – Der Dirnenmörder von London | Jess Franco                  | Hommage an Jess Franco  |
| Komodo – The Living Terror                    | Michael Lantieri             | Revenge of the B-Movies |
| Living Hell                                   | Shugo Fujii                  | Focus Asia              |
| Liebesbriefe einer portugiesischen Nonne      | Jess Franco                  | Hommage an Jess Franco  |
| The Minus Man                                 | Hampton Fancher              | Best of Festivals       |
| Mystery Men                                   | Kinka Usher                  | Premieren               |
| The Nameless                                  | Jaume Balagueró              | Premieren               |
| Nang Nak – Return from the Dead               | Nonsi Nimibut                | Focus Asia              |
| New Blood                                     | Michael Hurst                | Premieren               |
| Octopus                                       | John Eyres                   | Revenge of the B-Movies |
| Pitch Black – Planet der Finsternis           | David Twohy                  | Premieren               |
| Reporter der Liebe (Teacher's Pet)            | Marcus Spiegel               | Premieren               |
| Scary Movie                                   | Keenen Ivory Wayans          | Premieren               |
| Sex oder stirb (Cherry Falls)                 | Geoffrey Wright              | Midnight Madness        |
| Shiri                                         | Kang Je-gyu                  | Focus Asia              |
| Six Pack – Jäger des Schlächters              | Alain Berbérian              | Premieren               |
| The Sleepwalker                               | Fernando Spiner              | Best Of Festivals       |
| Spider Attack – Achtbeinige Monster           | Gary Jones                   | Revenge of the B-Movies |
| Spuren von Blut (Scènes de crimes)            | Frédéric Schœndœrffer        | Premieren               |
| Supernova                                     | Walter Hill resp. Thomas Lee | Premieren               |
| Tell Me Something                             | Chang Youn-hyun              | Focus Asia              |
| They Nest – Tödliche Brut                     | Ellory Elkayem               | Revenge of the B-Movies |
| Der Hollywoodkiller                           | Tony Spiridakis              | Premieren               |
| Titan A.E.                                    | Don Bluth und Gary Goldman   | Special Screening       |
| Top of the Food Chain                         | John Paizs                   | Premieren               |
| Two Thousand Maniacs!                         | Herschell Gordon Lewis       | Blutige Matinee         |
| Vampyros Lesbos – Erbin des Dracula           | Jess Franco                  | Hommage an Jess Franco  |
| Wheels                                        | Djordje Milosavljevic        | Best of Festivals       |
| Whispering Corridors                          | Park Ki-hyeong               | Focus Asia              |

Neben dem Langfilmprogramm wurden diverse Kurzfilme gezeigt, u. a. Moriti te salutant von Philipp Stölzl, Framed von Mennan Yapo, Nachbarn von Carsten Strauch und Desserts mit Ewan McGregor.